# Harpactea acuta
Harpactea acuta este o specie de păianjeni din genul Harpactea, familia Dysderidae, descrisă de Beladjal și Bosmans, 1997.
Este endemică în Algeria. Conform Catalogue of Life specia Harpactea acuta nu are subspecii cunoscute.